# Phytomyza aquilegivora
Phytomyza aquilegivora este o specie de muște din genul Phytomyza, familia Agromyzidae, descrisă de Spencer în anul 1969. Conform Catalogue of Life specia Phytomyza aquilegivora nu are subspecii cunoscute.